# Wilson Sporting Goods
A Wilson Sporting Goods Company egy amerikai sportszergyártó cég Chicagóban (Illinois). 1989 óta a finn Amer Sports leányvállalata. A Wilson sok sporthoz gyárt eszközöket, mint baseball, kosárlabda, tollaslabda, amerikai futball, softball, golf, labdarúgás, tenisz, raketball, pickleball és röplabda.
A cég tulajdonosa az Atec, a DeMarini, az EvoShield, a Louisville Slugger és a Luxilon vállalatoknak, amelyek baseball, lacrosse, softball és tenisz eszközöket gyártanak.

## Történet

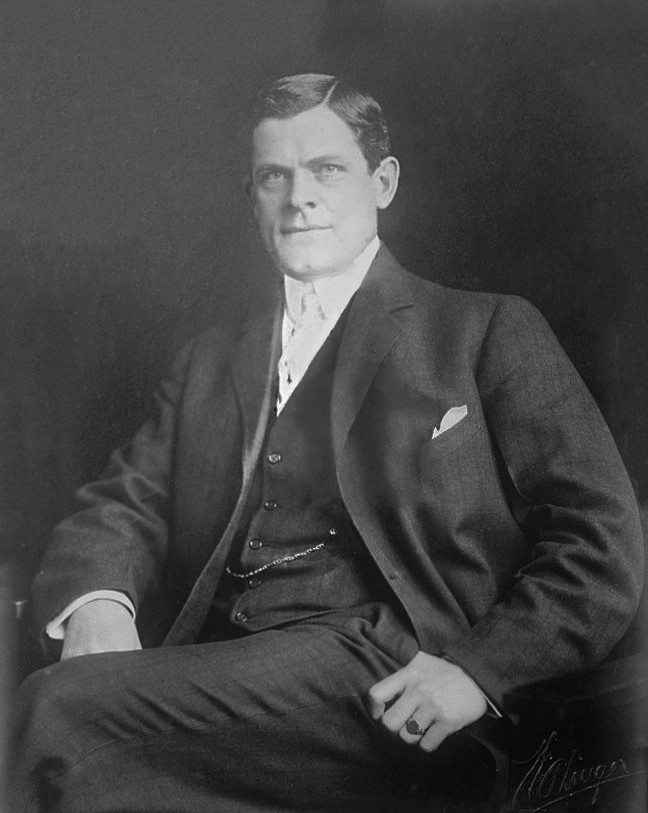
Thomas E. Wilson alapította a céget és 35 évig volt elnöke.

A vállalat gyökereit a Schwarzschild & Sulzberger (később: Sulzberger & Son's) húscsomagoló cégig lehet visszavezetni, amely New Yorkban volt található és vágóhidakat működtetett.
A Sulzberger & Son's 1913-ban alapította meg az Ashland Manufacturing Company-t, amelyek az állatok maradványait használta termékeinek elkészítésére. 1914-ben teniszütőzsinórokat és hegedűhúrokat kezdtek gyártani, de nem sokkal később kiterjedtek baseball-cipőkre és teniszütőkre.
1915-ben Thomas E. Wilsont, a Morris & Company korábbi elnökét az irányító bankok kinevezték a vállalat elnökévé és átnevezték Thomas E. Wilson Company-ra, amely megvette a Hetzinger Knitting Millst, hogy gyártsanak sportöltözékeket, illetve egy céget, amely golflabdákra koncentrált. Ebben az időszakban kezdtek el gyártani kosárlabdákat és amerikai futball-labdákat.
1918-ban Wilson elhagyta a céget, hogy húsüzemeire koncentráljon, átnevezve a Sulzbergert Wilson & Co-ra (amely végül az Iowa Beef Packers lett, a Tyson Foods alatt).
Lawrence Blaine Icely elnöksége alatt megvették a Chicago Sporting Goods Company-t, amellyel együtt a Chicago Cubs szponzorai is lettek. Felvették Arch Turnert, aki a bőr labda megtervezője volt.

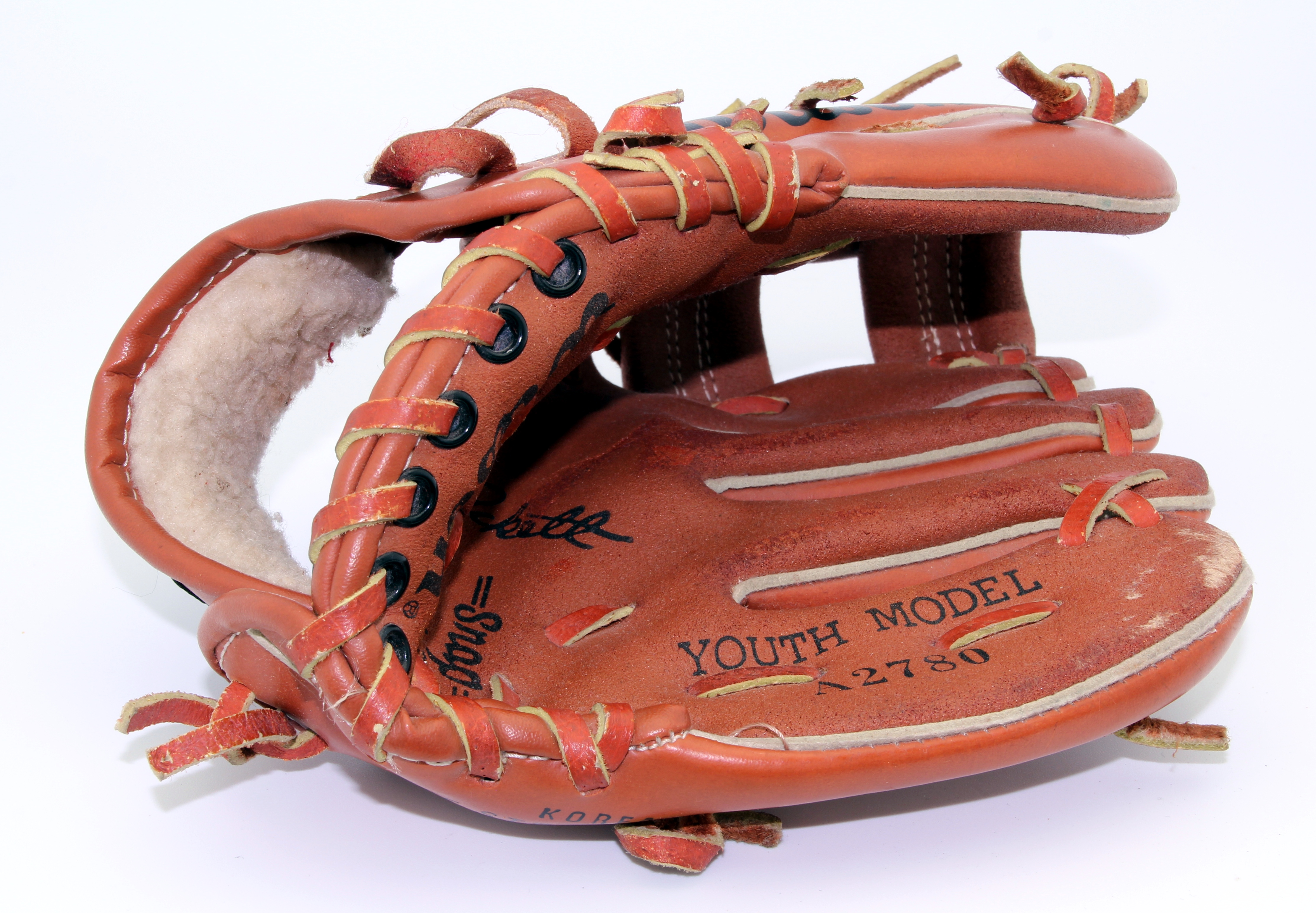
A Wilson baseball-kesztyű.

1922-ben bemutatták a kesztyűt, amely később a standard lett a baseballban. A cég hozta először létre a térdvédővel rendelkező amerikai futball-nadrágokat. 1925-ben átnevezték Wilson-Western Sporting Goodsra, miután megvették a Western Sporting Goodsot.
Rockne halálát követően a vállalat golfra kezdett koncentrálni, bemutatva az R-90-et, amelyet Gene Sarazen győzelme inspirált az 1932-es British Openen.

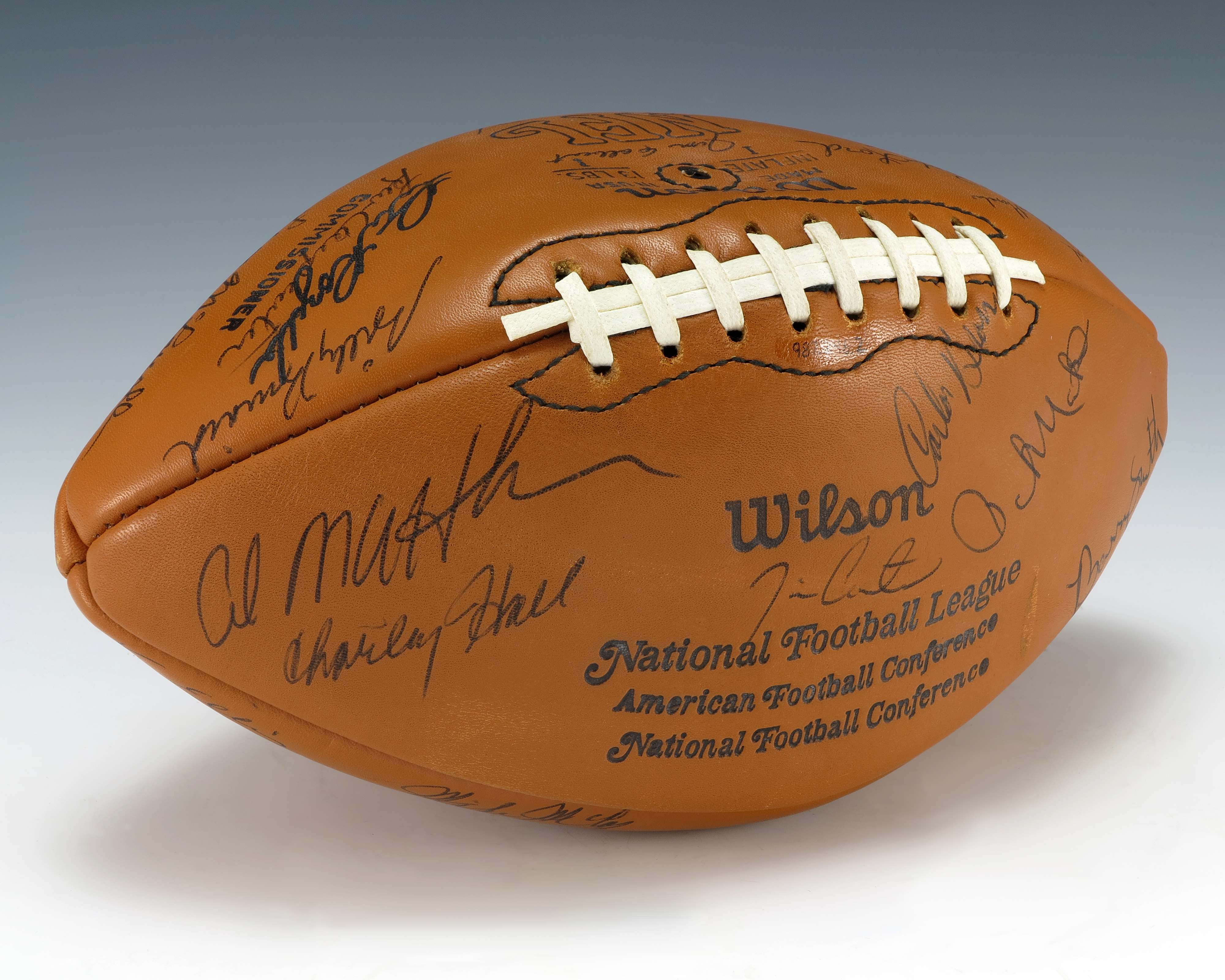
Az 1975-ös Green Bay Packers által aláírt Wilson márkájú amerikai futball-labda.

1931-ben átnevezték a vállalatot a Wilson Sporting Goods Company-ra. A második világháború idején bemutatták a Wilson Duke labdát, amely egy jó minőségű bőrből készült, kézzel gyártott eszköz volt és a National Football League hivatalos labdája lett.
A Horween Leather Company 1941-től kezdve a cég tehénbőr beszállítója volt.
1941-ben a Wilson lett a National Football League hivatalos labdaszponzora, amely megegyezés a mai napig is tart. 1946-ban lett az NBA hivatalos labda-szolgáltatója, amely megegyezés 37 év után ért véget 1983-ban.

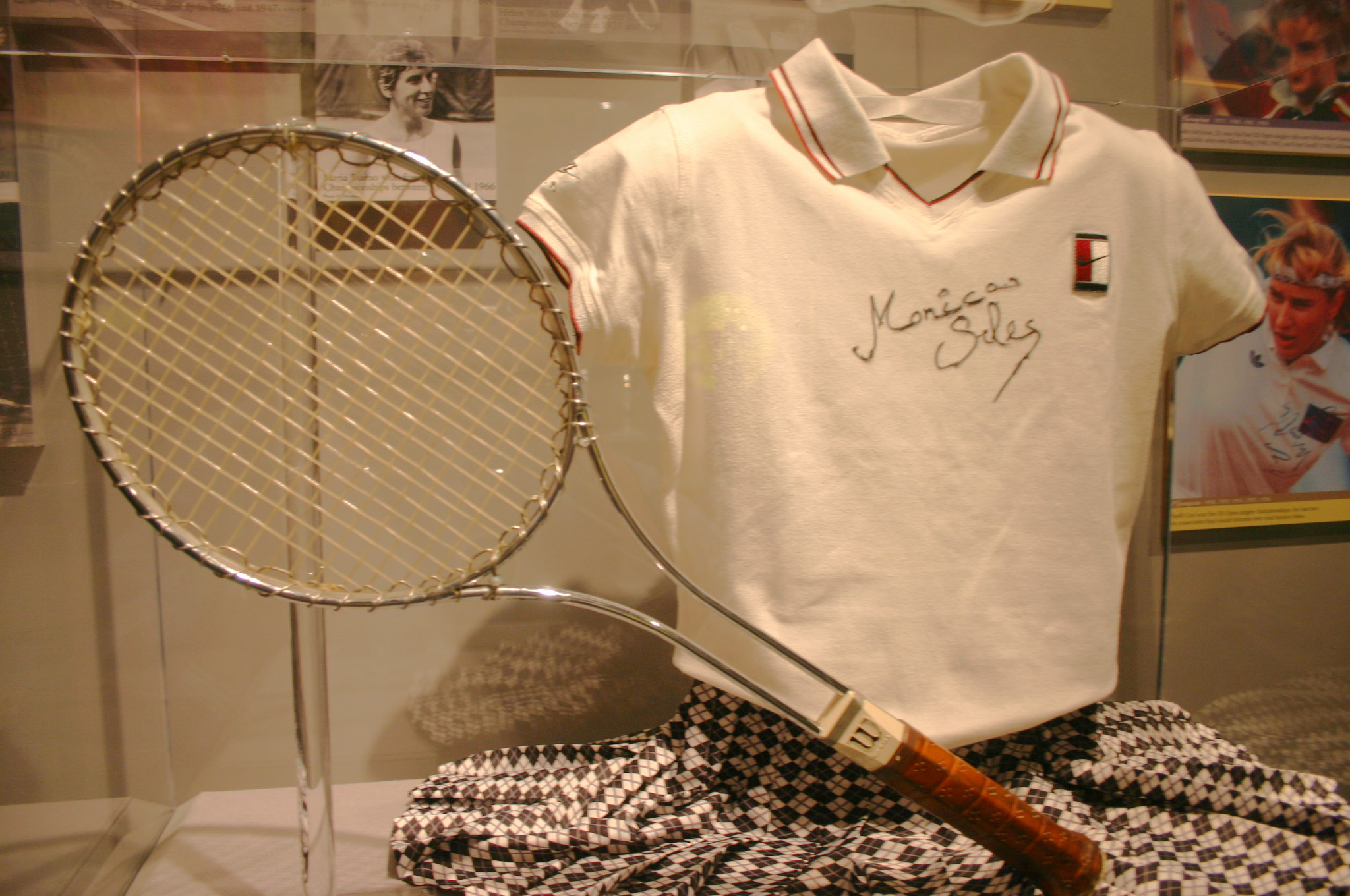
A Jimmy Connors által használt Wilson, fém T2000 teniszütő.

A második világháború után a Wilson elkezdett teniszütőkre koncentrálni és leszerződtették Jack Kramert, aki kifejlesztette saját ütőit. L. B. Icely 1950-ben elhunyt, de a cég továbbra is növekedett. 1955-ben megvették az Ohio-Kentucky Manufacturinget, hogy folytassák amerikai futball-labdáiknak gyártását.
1964-ben felvásárolták a Wonder Products Company-t, amely játékokat gyártott. Átalakították, hogy védőruházatot készítsenek baseballhoz és amerikai futballhoz.
1967-ben a céget megvette a Ling-Temco-Vought. Mindössze három évvel később a PepsiCo lett az új tulajdonos. Ebben az időszakban a hivatalos készítői voltak az NFL, az NBA labdáinak, illetve az MLB legtöbb csapatának és az amerikai olimpiai csapatoknak ők gyártották ruházatait. 
1979-ben a Wilson teniszlabdákat használták a US Openen, amely megegyezésük napjainkig tart. 2006-ban az Australian Open is elkezdte használni a labdákat. 1985-ben a Wilsont megvette a Westray Capital Corporation a WSGC Holdingson keresztül. 1989-ben a WSGC egyesült a Bogey Acquisitions Company-val, amely a finn Amer Sports leányvállalata.
2020 májusában bejelentették, hogy a Wilson ismét az NBA labdáinak szolgáltatója lesz a 2021–2022-es szezon kezdetével. A Spalding helyett tér vissza több, mint 30 év közreműködés után.

## Termékek
| Sportág           | Termék                                                                        |
| ----------------- | ----------------------------------------------------------------------------- |
| amerikai futball  | labda                                                                         |
| tollaslabda       | ütő                                                                           |
| baseball          | labda, ütő, kesztyű, ruházat, védőfelszerelés (sisak, sípcsontvédő, vállvédő) |
| kosárlabda        | labda                                                                         |
| softball          | labda, védőfelszerelés                                                        |
| golf              | ütő, labda, táska, ruházat                                                    |
| paddletenisz      | ütő                                                                           |
| pickleball        | ütő                                                                           |
| platformtenisz    | ütő                                                                           |
| raketball         | ütő, labda, cipő                                                              |
| labdarúgás        | labda                                                                         |
| fallabda          | ütő                                                                           |
| tenisz            | ütő, labda, cipő, ruházat, táska                                              |
| röplabda          | labda                                                                         |
| általános ruházat | labda, kesztyű, sípcsontvédő                                                  |

## Szponzorációk

### Amerikai futball

#### Szövetségek
- NFL – hivatalos labda
- CFL – hivatalos labda[10]

#### Megszűnt
- UFL – hivatalos labda
- AAF – hivatalos labda

#### Korábbi csapatok
| - Chicago Bears (1992) - Cincinnati Bengals (1997) - Buffalo Bills (1997) - Denver Broncos (1989–95) - Tampa Bay Buccaneers (1996–97) - Arizona Cardinals (1997) | - Los Angeles Raiders (1991) - Los Angeles Rams (1997) - Minnesota Vikings (1990–92) - Kansas City Chiefs (1992–96) - Indianapolis Colts (1993–97) - Miami Dolphins (1989–96) | - San Francisco 49ers (1990–95) - Jacksonville Jaguars (1990–95) - Detroit Lions (1991–93) - Seattle Seahawks (1989–97) - Washington Redskins (1997) |

### Baseball

#### Játékosok
| - Melky Cabrera - Pedro Feliz - Jhonny Peralta - Pedro Guerrero - Jorge Posada - Iván Rodríguez - Carlos Beltrán - Paul Konerko - Zach Britton | - Clayton Kershaw - Elvis Andrus - Marlon Byrd - Ian Kennedy - Evan Longoria - Dustin Pedroia - Hanley Ramírez - Rick Porcello - Brandon Phillips | - J. J. Putz - Plácido Polanco - David Wright - Lance Lynn - A. J. Pierzynski - Allen Craig - Miguel Cabrera - Elvis Andrus - José Altuve |

### Kosárlabda

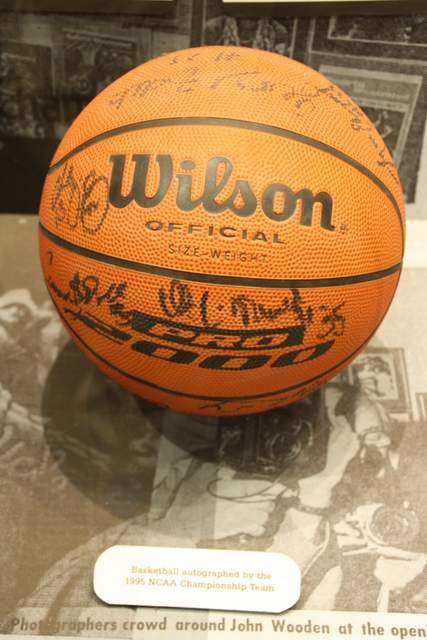
Az 1995-ös NCAA-nemzeti bajnok UCLA csapata által aláírt Wilson-kosárlabda.

#### Szövetségek
- FIBA világesemények – összes FIBA 3x3 esemény[12]
- FIBA országos események
- LPB – hivatalos labda
- NBA – hivatalos labda
- WNBA – hivatalos labda
- NCAA – hivatalos labda[13]

#### Megszűnt
- UBA Pro Basketball League – összes csapat

#### Csapatok
- Anyang KGC
- Changwon LG Sakers

### Golf
A Wilson golftermékeit a Wilson Staff gyártja. A világ legjobbjai is használták a vállalat eszközeit, mint Nick Faldo, Arnold Palmer és Ben Crenshaw.

### Labdarúgás

#### Szövetségek
- NCAA – hivatalos labda[14]

#### Csapatok
- ABC Natal (2015–2016)[15]
- Guaraní (2005–2011)[16]

### Tenisz

#### Férfi játékosok
| - Juan Martín del Potro - Guido Pella - Agustín Velotti - Alex de Minaur - David Goffin - Grigor Dimitrov - Thomaz Bellucci - Guilherme Clezar - Damir Džumhur - Nicolás Jarry - Lukáš Rosol - Mackenzie McDonald - Reilly Opelka - Kyle Edmund - Dan Evans - Ugo Humbert | - Gaël Monfils - Nicolas Mahut - Sztéfanosz Cicipász - Borna Ćorić - Mate Pavić - Frank Dancevic - Daniel Nestor - Miloš Raonić - Vasek Pospisil - Nisikori Kei - Ernests Gulbis - Philipp Kohlschreiber - Karen Hacsanov - Andrej Rubljov - Aisam-ul-Hak Kuresi - João Sousa | - Horia Tecău - Feliciano López - Roberto Bautista Agut - Pablo Carreño Busta - Marcel Granollers - Roger Federer - Daniel Berta - Robert Lindstedt - Ilija Bozoljac - Novak Đoković (2005–2008) - Filip Krajinović - Dušan Lajović - Nenad Zimonjić - Marsel İlhan - Olekszandr Olekszandrovics Dolhopolov |

#### Női játékosok
| - Anastasia Rodionova - Ajla Tomljanović - Petra Kvitová - Kateřina Siniaková - Lauren Davis - Madison Keys - Alison Riske - Serena Williams - Venus Williams - Laura Robson - Kaia Kanepi - Viktorija Fjodaravna Azaranka - Volha Aljakszejevna Havarcova | - Arina Szjarhejevna Szabalenka - Kristina Mladenovic - María Szákari - Arantxa Rus - Petra Martić - Szánija Mirza - Csang Suaj - Jeļena Ostapenko - Andrea Petković - Jekatyerina Jevgenyjevna Alekszandrova - Margarita Melikovna Gaszparjan - Veronyika Eduardovna Kugyermetova - Anasztaszija Szergejevna Pavljucsenkova | - Anasztaszija Szergejevna Potapova - Vera Igorevna Zvonarjova (2014-ig) - Alexandra Cadanțu - Sorana Cîrstea (2015-ig) - Simona Halep - Monica Niculescu - Paula Badosa - Sara Sorribes Tormo - Polona Hercog - Unsz Dzsábir - Elina Mihajlivna Szvitolina - Leszja Viktorivna Curenko |

### Fallabda

#### Játékosok
- Peter Barker
- Nicolas Müller
- Tom Richards
- Campbell Grayson

### Röplabda

#### Szövetségek
AVP – Hivatalos labda